# Solotwyno
Solotwyno (ukrainisch Солотвино; russisch Солотвино Solotwino, deutsch sehr selten Salzgruben, slowakisch Slatinské Doly, ungarisch Aknaszlatina, rumänisch Ocna Slatina) ist eine Siedlung städtischen Typs in der westlichen Ukraine (Oblast Transkarpatien, Rajon Tjatschiw), etwa 24 Kilometer südöstlich der Stadt Tjatschiw.
Über 50 % der Einwohner sind rumänischsprachig, 25 % sprechen ungarisch, lediglich 15–20 % sind ukrainischsprachig.

## Geographie
Der etwa 9.000 Einwohner zählende Ort liegt im Tal der Theiß an der Grenze zu Rumänien (am gegenüberliegenden Ufer liegt Sighetu Marmației). Bekannt ist der Ort vor allem wegen seiner großen Salzvorkommen, das Unternehmen Ukrsolprom betreibt dort Salzabbau. Wegen der salzhaltigen Quellen fungiert der Ort, in dem seit 1968 ein Sanatorium in Betrieb ist, auch als Gesundheitszentrum.

## Geschichte
Der Ort wurde 1360 zum ersten Mal schriftlich als Zlatina erwähnt. Er besteht eigentlich aus zwei Teilen. Der etwas südlich gelegene Teil an der Theiß trug den ungarischen Namen Faluszlatina (slowakisch dann analog Selo Slatina), diese wuchsen nach dem Zweiten Weltkrieg zusammen und bilden heute eine Einheit.
1910 hatte der im Königreich Ungarn im Komitat Máramaros liegende Ort 2.330 Einwohner, von denen die Mehrheit Ungarn waren. Nach dem Ende des Ersten Weltkrieges kam Solotwyno dann zur neu entstandenen Tschechoslowakei (als Teil der Karpatenukraine), wurde aber 1939 wieder von Ungarn annektiert.
Nach dem Ende des Zweiten Weltkrieges wurde der Ort an die Sowjetunion abgetreten, erhielt den ukrainischen Namen Solotwina (Солотвина) und wurde am 30. Mai 1947 zu einer Siedlung städtischen Typs erhoben. Heute ist er Teil der Ukraine, am 6. April 1995 wurde der Ort auf seinen heutigen Namen umbenannt. Seit 2007 gibt es wieder eine Brückenverbindung nach Sighet über die Theiß, nachdem die alte Brücke 1944 durch abziehende deutsche Truppen gesprengt worden war.

## Infrastruktur
1880 wurde Solotwyno über eine Schmalspurstrecke von der gegenüberliegenden Theißseite aus an das Eisenbahnnetz angeschlossen. Nachdem die Eisenbahnverbindung zu den Salzbergwerken nur über Rumänien möglich war und es starke Spannungen zwischen beiden Ländern gab, erbauten die Ungarischen Eisenbahnen eine schon länger geplante Eisenbahnstrecke zwischen Tereswa und Solotwyno, sodass der Ort heute an der Bahnstrecke Tereswa–Welykyj Bytschkiw liegt. Die Strecke zwischen dem Bahnhof Solotwyno II und Welykyj Bytschkiw ist seit einem schweren Hochwasser 1998 außer Betrieb, sodass gegenwärtig Fernzüge aus Kiew über Uschhorod und Tschop in Solotwyno enden.
Vom Solotwyno bestehen Fernbusverbindungen weiter nach Rachiw und Iwano-Frankiwsk; aber auch internationale Verbindungen, z. B. nach Liberec.

## Galerie

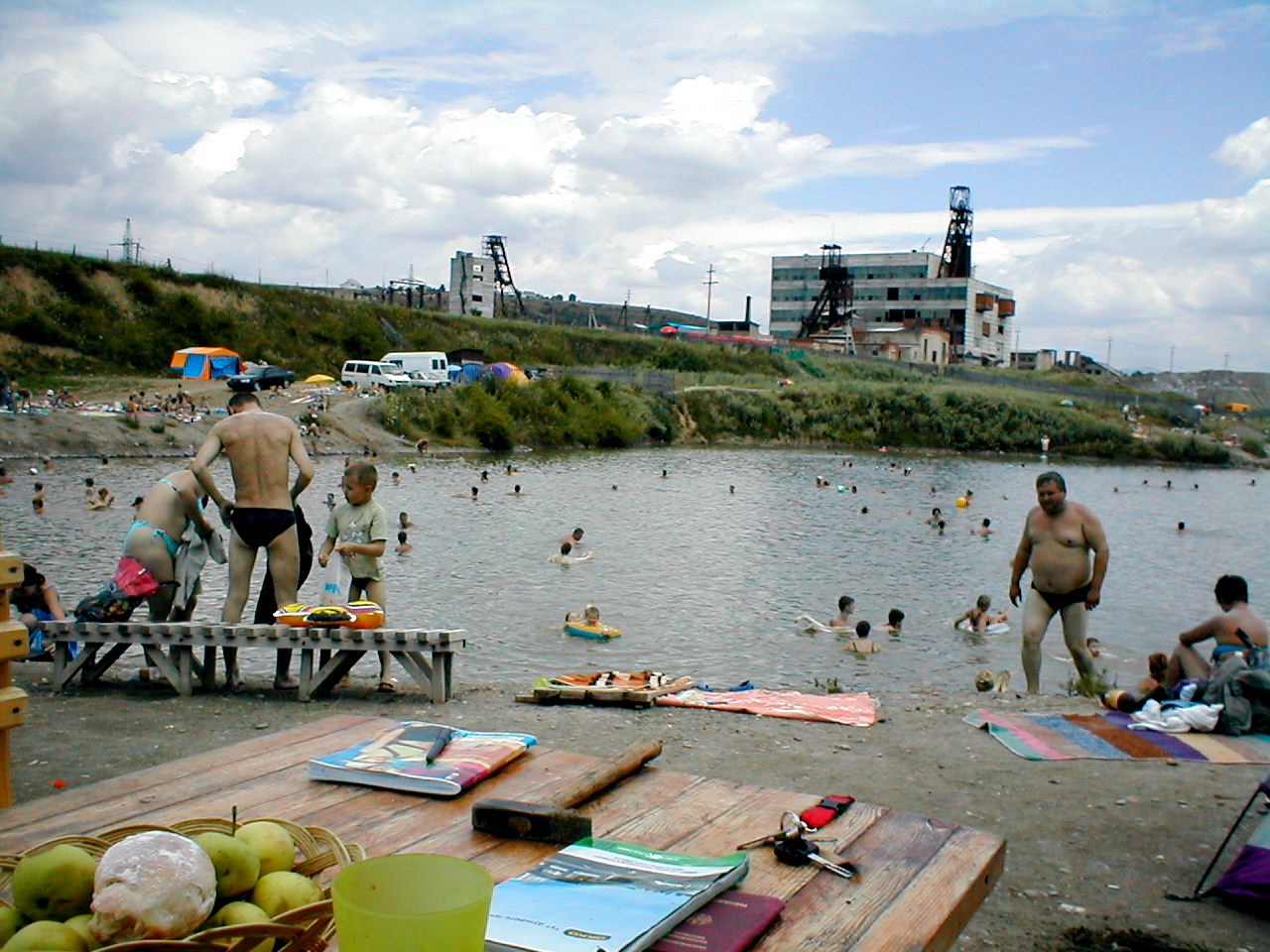
Blick auf den Salzbadesee in Solotwyno
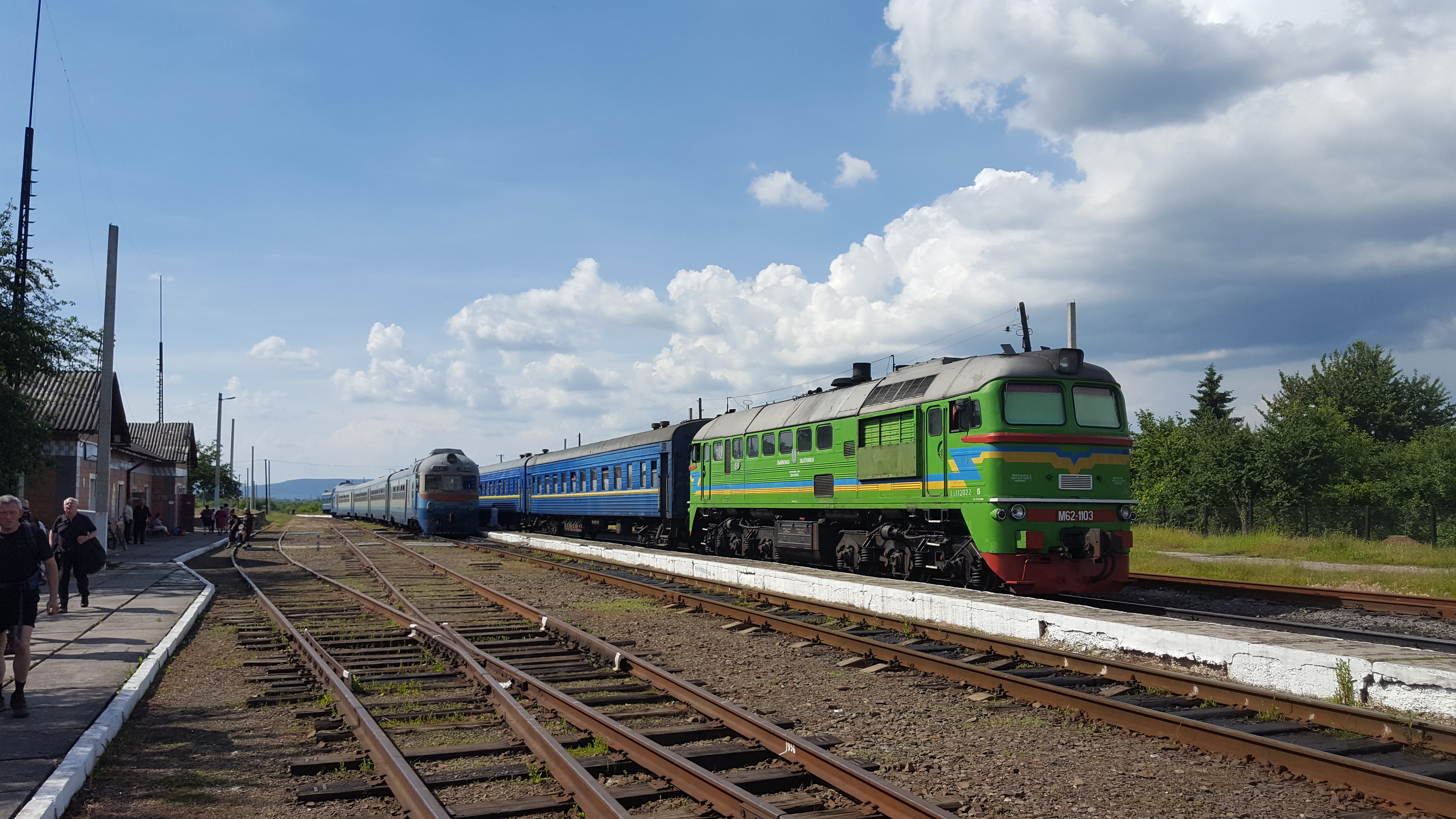
Bahnhof Solotwyno-1
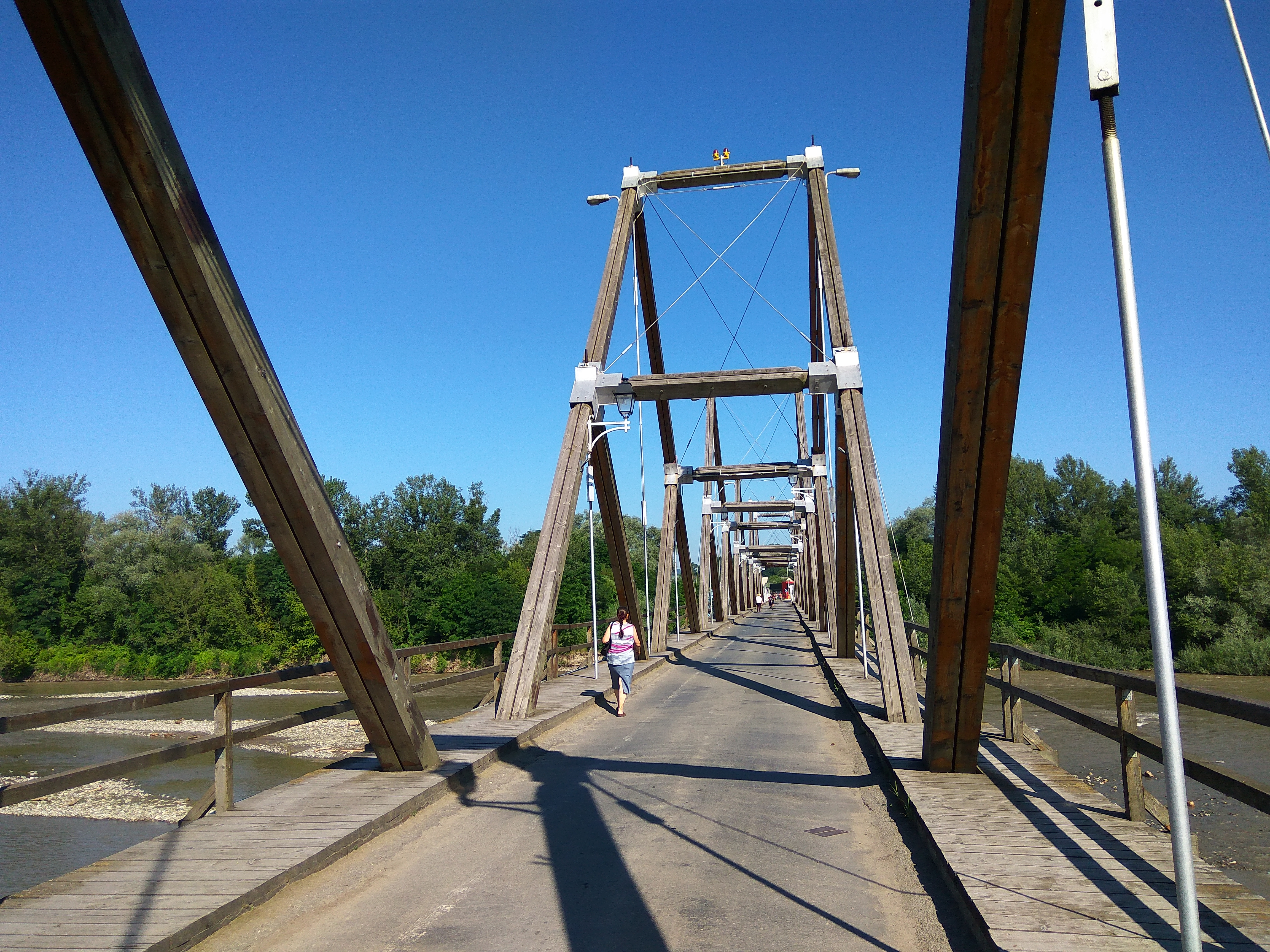
Brücke zwischen Solotwyno und Sighetu Marmaţiei
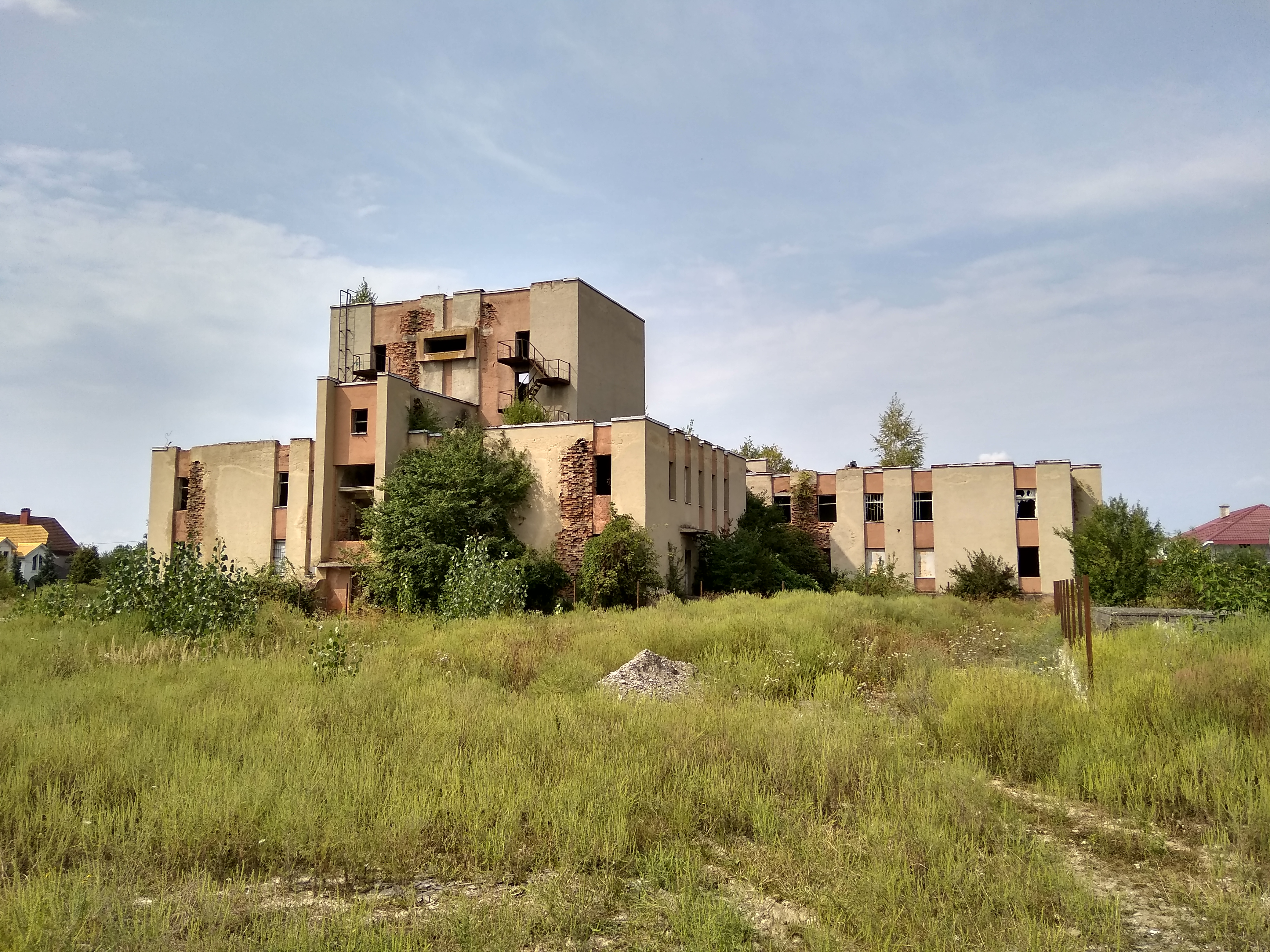
Industrieruine in Solotwyno
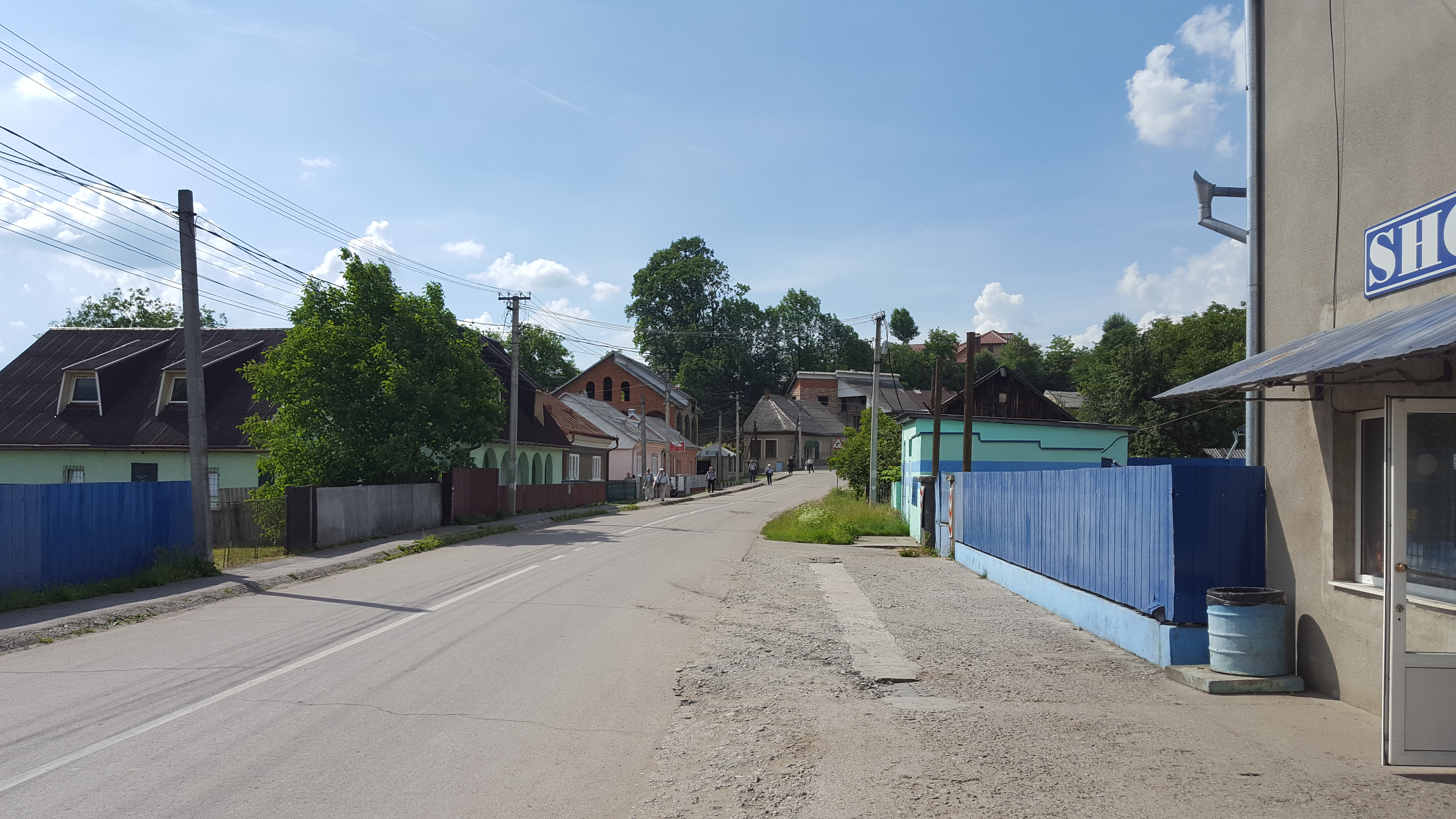
Sighetska Wulitzia

## Verwaltungsgliederung
Am 12. Juni 2020 wurde die Siedlung städtischen Typs zusammen mit 8 umliegenden Dörfern zum Zentrum der neu gegründeten Siedlungsgemeinde Solotwyno (Солотвинська селищна громада/Solotwynska selyschtschna hromada) im Rajon Tjatschiw. Bis dahin bildete sie zusammen mit den Dörfern Nyschnij Dubowez und Wyschnij Dubowez die Siedlungratsgemeinde Solotwyno (Солотвинська селищна рада/Solotwynska selyschtschna rada).
Folgende Orte sind neben dem Hauptort Solotwyno ein Teil der Gemeinde:
| Name                     | Name           | Name                                 | Name                     | Name                                | Name         |
| ukrainisch transkribiert | ukrainisch     | russisch                             | slowakisch               | ungarisch                           | deutsch      |
| ------------------------ | -------------- | ------------------------------------ | ------------------------ | ----------------------------------- | ------------ |
| Bila Zerkwa              | Біла Церква    | Белая Церковь (Belaja Zerkow)        | Bilá Cerkev, Bilá Cirkev | Tiszafejéregyháza, Tiszafejéregyház | Weisskirchen |
| Dobrik                   | Добрік         | Добрик                               | Dobrik                   | Dobrikdülő                          | -            |
| Hlybokyj Potik           | Глибокий Потік | Глубокий Поток (Gluboki Potok)       | Glubokyj Potok           | Szorospatak                         | -            |
| Nyschnja Apscha          | Нижня Апша     | Нижняя Апша (Nischnjaja Apscha)      | Nižná Apša               | Alsóapsa                            | -            |
| Peschtschera             | Пещера         | Пещера                               | Pešťera                  | Pestyera                            | -            |
| Podischor                | Подішор        | Подишор                              | Podišor                  | Pogyisor                            | -            |
| Serednje Wodjane         | Середнє Водяне | Среднее Водяное (Sredneje Wodjanoje) | Stredná Apša             | Középapsa                           | -            |
| Toptschyno               | Топчино        | Топчино (Toptschino)                 | (Topčino)                | (Topcsinó)                          | -            |

## Persönlichkeiten
- Robert Maxwell, britischer Verleger, 1923 im Ort geboren
- Blanka Pudler, Auschwitz-Überlebende und aktive Zeitzeugin, 1929 im Ort geboren
- Mychajlo Humenjak (* 1980), Skilangläufer